# Elide Pereira dos Santos
Elide Pereira dos Santos (1963) es una bióloga, taxónoma, botánica, geobotánica, curadora, y profesora brasileña.

## Biografía
En 1984, obtuvo la licenciatura en ciencias biológicas por la Universidad de Santo Amaro; un máster en botánica supervisado por el Dr. Claude Henri Léon Sastre (1938), defendiendo la tesis "Genre Salvia L., Section Nobiles (Benth.) Epling (Lamiaceae) : Historique et systématique", por la Université Pierre et Marie Curie, LISE / CNRS (1989) y el doctorado (Doctorat en Biologie Végétale Tropicale) por la Universidad de París VI (Pierre et Marie Curie), en 1994.
Finalmente, en 2003, realizó un posdoctorado, por Royal Botanic Gardens, Kew, Inglaterra; siendo becaria del Consejo Nacional de Desarrollo Científico y Tecnológico, CNPq, Brasil, Ciencias Biológicas, Botánica, Taxonomía Vegetal de fanerógamas, en sistemática molecular.
Desde 1996, y actualmente es profesora asociada de la Universidad Federal de Paraná, guiando maestrías y doctorados en el Programa de Posgrado en Ciencias Farmacéuticas en la UFPR, e investigadora en el Consejo Nacional de Desarrollo Científico y Tecnológico (CNPq). Tiene experiencia en botánica, con énfasis en taxonomía en fanerógamas, actuando en sistemática y filogenia de Lamiales, e identificación morfoanatómica y ADN de plantas medicinales brasileñas.
Es autora en la identificación y nombramiento de nuevas especies para la ciencia, a abril de 2015, de dieciséis nuevos registros de especies, especialmente de la familia Lamiaceae, y en especial del género Salvia (véase más abajo el vínculo a IPNI).

## Algunas publicaciones
- PICCINELLI, ANA CLAUDIA ; FIGUEIREDO DE SANTANA AQUINO, DIANA ; MORATO, PRISCILA NEDER ; KURAOKA-OLIVEIRA, ÂNGELA MIDORI ; STRAPASSON, REGIANE LAURIANO BATISTA ; DOS SANTOS, Élide Pereira ; et al. 2014. Anti-Inflammatory and Antihyperalgesic Activities of Ethanolic Extract and Fruticulin A from Salvia lachnostachys Leaves in Mice. Evidence-Based Complementary and Alternative Medicine (Online) 1-8

- VENDRAMIN, M. E.; COSTA, E.V. ; SANTOS, Elide P. ; PINHEIRO, M.L.B. ; BARISON, A. ; CAMPOS, F. R. 2013. Chemical constituents from the leaves of Annona rugulosa (Annonaceae). Biochemical Systematics and Ecology 49: 152-155

- BROTTO, M. L.; CERVI, A.C. ; SANTOS, Elide P. 2013. O gênero Ocotea (Lauraceae) no estado do Paraná, Brasil. Rodriguésia (online) 64: 495-525

- ERBANO, M.; EHRENFRIED, C. A. ; STEFANELLO, Maria Élida Alves ; SANTOS, Elide P. 2012. Morphoanatomical and phytochemical studies of Salvia lachnostachys (Lamiaceae). Microscopy Research and Technique (impreso) 75: 1737-1744 resumen en línea

- SALVADOR, Marcos J.; CARVALHO, João E.; WISNIEWSKI-Jr, Alberto; KASSUYA, Candida A. L. ; SANTOS, Élide P. ; RIVA, Dilamara ; STEFANELLO, Maria Élida Alves. 2011. Chemical composition and cytotoxic activity of the essential oil from the leaves of Casearia lasiophylla. Revista Brasileira de Farmacognosia (impreso) 21: 864-868

- SILVA, A. F.; SANTOS, E. P. ; PENTEADO, P.T.P.S. 2011. Análise sensorial de Salvia officinalis L. Visão Acadêmica (Curitiba, impreso) 12: 27-34

- SALVADOR, Gisele S. ; CERVI, Armando C. ; BROTTO, Marcelo L. ; SANTOS, Élide P. dos. 2010. A família Ochnaceae DC. no estado do Paraná, Brasil. Acta Botanica Brasílica (impreso) 24: 423-434

- BROTTO, M.L. ; BAITELLO, J.B ; CERVI, A.C. ; SANTOS, Elide P. 2010. Uma nova espécie de Ocotea (Lauraceae) para o Brasil. Rodriguésia (online) 61: S57-S60

- SILVA, R. R. ; CERVI, A.C. ; SANTOS, Elide P. 2010. Flórula do Morro dos Perdidos, Serra de Araçatuba, Paraná, Brasil: Ericaceae (enlace roto disponible en Internet Archive; véase el historial, la primera versión y la última).. Acta Biológica Paranaense 39: 87-97

- BOLLER, Shirley ; SOLDI, Cristian ; MARQUES, Maria C.A. ; SANTOS, Elide P. ; CABRINI, Daniela A. ; PIZZOLATTI, Moacir G. ; ZAMPRONIO, Aleksander R. ; OTUKI, Michel F. 2010. Anti-inflammatory effect of crude extract and isolated compounds from Baccharis illinita DC. in acute skin inflammation. Journal of Ethnopharmacology 130: 262-266

- BROTTO, M.L. ; BAITELLO, J.B ; SANTOS, E. P. 2009. Lauraceae no Morro dos Perdidos (Floresta Atlântica), Paraná, Brasil. Rodriguesia 60: 445-459

- MAYER, Bárbara ; BAGGIO, Cristiane H. ; FREITAS, Cristina S. ; dos SANTOS, Ana Cristina ; TWARDOWSCHY, André ; HORST, Heros ; PIZZOLATTI, Moacir G. ; MICKE, Gustavo A. ; HELLER, Melina ; dos SANTOS, Élide P. ; OTUKI, Michel F. ; MARQUES, Maria C. A. 2009. Gastroprotective constituents of Salvia officinalis L. Fitoterapia (Milano, 1934) (cesó en 1960, pasó a ISSN 1971-5498 Fitoterapia. Edizione Farmaceutica; ISSN 1971-5501 Fitoterapia 80: 421-426

- KASSUYA, C.A.L. ; WISNIEWSKI JR, A. ; SIMIONATTO, E.L. ; SANTOS, Elide P. ; STEFANELLO, M.E.A. 2009. Composição dos óleos essenciais de Salvia lachnostachys e S. melissiflora (Lamiaceae). Acta Farmaceutica Bonaerense 28: 919-921

- ANDRADE, A.L.P. ; MIOTTO, S.T.S. ; SANTOS, Elide P. 2009. A subfamília Faboideae (Fabaceae Lindl.) no Parque Estadual do Guaterlá, Paraná, Brasil. Hoehnea (São Paulo) 36: 737-768

- IURK, M.C. ; SANTOS, Elide P. ; DLUGOSZ, F.L. ; TARDIVO, R.C. 2009. Levantamento florístico de um fragmento de Floresta Ombrófila Mista Aluvial do rio Iguaçu, Município de Palmeira (PR). Floresta (UFPR, impreso) 39: 605-617

- FREITAS, Cristina S. ; BAGGIO, Cristiane H. ; dos SANTOS, Ana C. ; MAYER, Bárbara ; TWARDOWSCHY, André ; LUIZ, Ana P. ; MARCOM, Rodrigo ; SOLDI, Cristian ; PIZZOLATTI, Moacir G. ; dos SANTOS, Elide P. ; MARQUES, Maria C. A. ; SANTOS, Adair R. S. 2009. Antinociceptive Properties of the Hydroalcoholic Extract, Fractions and Compounds Obtained from the Aerial Parts of Baccharis illinita DC. in Mice. Basic & Clinical Pharmacology & Toxicology (impreso) 104: 285-292

- SANTOS, A.C. ; BAGGIO, C.H. ; FREITAS, C.S. ; MAYER, B. ; LEPIESZYNSKI, J. ; TWARDOWSCHY, A ; SANTOS, E. P. ; PIZZOLATTI, M.G. ; MARQUES, M.C.A. 2008. Gastroprotective activity of the choroform extract of the roots from Articum lappa L. Journal of Pharmacy and Pharmacology 60: 795-801

- TWARDOWSCHY, A ; FREITAS, C ; BAGGIO, C ; MAYER, B ; DOSSANTOS, A ; PIZZOLATTI, M ; ZACARIAS, A ; DOSSANTOS, E ; OTUKI, M ; MARQUES, M. 2008. Antiulcerogenic activity of bark extract of Tabebuia avellanedae Lorentz ex Griseb. Journal of Ethnopharmacology 118: 455-459

- BROTTO, M.L. ; VIEIRA, T. ; SANTOS, Elide P. 2007. Flórula do Morro dos Perdidos, Serra de Araçatuba, Paraná, Brasil: Aquifoliaceae. Estudos de Biologia 29: 129-135

- SALVADOR, G.S. ; SANTOS, Elide P. ; CERVI, A.C. 2006. A new species of Ouratea Aubl. (Ochnaceae) from South America. Fontqueria (Madrid) 55 (39): 293-296

- SALVADOR, G.S. ; SANTOS, Elide P. ; CERVI, A.C. 2005. Flórula do Morro dos Perdidos, Serra de Araçatuba, Estado do Paraná, Brasil: Ochnaceae. Estudos de Biologia, Curitiba - PR 27 (61): 13-17

- SANTOS, Elide P. ; HARLEY, R. 2004. Notes on Salvia section Nobiles (Lamiaceae) and two new species from Brazil. Kew Bulletin, Inglaterra 59 (1): 103-109

## Libros
- MARQUES, M.C.A. ; BAGGIO, C.H. ; SANTOS, Elide P. ; OLIVEIRA, F.C. 2014. Plantas Medicinais Utilizadas pela Pastoral da Criança de Almirante Tamandaré PR BR. Curitiba: PROEC/UFPR, 160 pp.

- SALVADOR, G. S. ; SANTOS, Elide P. ; CERVI, A.C. 2006. A New Species of Ouratea Aubl. (Ochnaceae) from South America. Ed. Real Jardín Botánico, 296 pp.

- DA LAGE, A. ; MÉTAILIÉ, G. ; AMON-MOREAU, D. ; ARNOULD, P. ; BERTRAND, A. ; BIROT, M.M. ; SANTOS, Elide P. ; RIOU, G. ; ROUGERIE, G. ; ROUSSEL, B. ; SASTRE, C. 2000. Dictionnaire de Biogéographie Végétale. Paris: CNRS Editions 579 pp.

- SANTOS, Elide P. 1991. Genre Salvia L. sous-genre Calosphace (Benth.) Benth. section Nobiles (Benth.) Epl. (Labiatae). Ed. Herbarium Bradeanum, 19 pp.

### Capítulos
- SANTOS, E. P. ; HARLEY, R. ; SFAIR, J. C. ; MONTEIRO, N. P. ; MORAES, M. M. V. 2013. Lamiaceae. In: Gustavo Martinelli; Miguel Avilla Moraes (orgs.) Livro Vermelho. Río de Janeiro: Andrea Jakobsson, p. 579-590

- HARLEY, R. ; Flávio F. ; SANTOS, Elide P. ; SANTOS, J.S. 2010. Lamiaceae. In: Forzza, R,F, et al (orgs.) Lista de Plantas e Fungos do Brasil. Río de Janeiro: Andrea Jakobsson Estúdio: Instituto de Pesquisas do Jardim Botânico do Rio de Janeiro, 2: 1130-1146

- JIMENA, Élide S. ; FRANÇA, Flávio ; SOBRAL, Marcos. 2009. Lamiaceae. In: João Renato Stehmann; Rafaela Campostrini Forzza; Alexandre Salino; Marcos Sobral; Denise Pinheiro da Costa; Luciana H. Yoshino Kamino (orgs.) Plantas da Floresta Atlântica. Río de Janeiro: Jardim Botânico do Rio de Janeiro, p. 297-303

- DE OLIVEIRA, C.C. ; CABRINI, D.A. ; SANTOS, Elide P. ; MARQUES, M.C.A. ; BUCHI, D. F. 2008. Canova medication and medicinal plants in South of Brazil. In: Resia Pretorius (org.) Trends and Developments in Ethnopharmacology. Pretoria: Research Signpost, 6: 111-127

## En Congresos
- DUARTE, M.R. ; DRANKA, E.R. ; SANTOS, Elide P. 2010. Leaf and stem microscopic characterization of Salvia melissiflora Benth. Lamiaceae. In: V Simpósio Iberoamericano de Plantas Medicinais, Itajaí UNIVALI

- VERDAN, M.H. ; PIORNEDO, R.R. ; BARETTA, I.P. ; SANTOS, Elide P. ; ZAMPRONIO, A.R. ; STEFANELLO, M.E.A. ; KASSUYA, C.A.L. 2009. Avaliação do efeito antiinflamatório do extrato etanólico de Salvia melissiflora (Lamiaceae) sobre o edema de pata induzido pela carragenina em camundongos. In: 7º Simpósio Brasileiro de Farmacognosia, Maringá: Sociedade Brasileira de Farmacognosia, CD

- BATISTA, R.L. ; WISNIEWSKI JR, A. ; SIMIONATTO, E.L. ; SANTOS, E. P. ; KASSUYA, C.A.L. ; ZAMPRONIO, A.R. ; STEFANELLO, M.E.A. 2009. Composição dos óleos essenciais de Salvia lahnostachys e Salia melissiflora (Lamiaceae). In: 7º Simpósio Brasileiro de Farmacognosia, Maringá. CD

- MORAES, E. N. ; VIEZZER, J. ; SANTOS, Elide P. 2009. Flórula do Morro dos Perdidos, Serra de Araçatuba, Paraná, Brasil: Myrcia e Myerceugenia (Myrtaceae). In: 60.º Congresso Nacional de Botânica, Feira de Santana: Carlos Wallace do Nascimento Moura
- SANTOS, E. P. ; SOUZA, M. T. ; RODRIGUES, W. A. 2009. Otimização de protocolos para extração e amplificação de DNA em espécimes de Myristicaceae. In: 60.º Congresso Nacional de Botânica. Feira de Santana: Carlos Wallace do Nascimento Moura
- CESTRANI, S. ; Rattmann, Y.D. ; KASSUYA, C.A.L. ; SANTOS, Elide P. ; MARQUES, M.C.A. 2008. Involvement of the nitric oxide pathway in the in vivo hypotensive effects of semi-purified fractions of Maytenus ilicifolia Mart. ex Reissek (Celastraceae). In: XX Simpósio de Plantas Medicinais do Brasil e X Congresso Internacional de Etinofarmacologia, São Paulo: Sociedade Brasileira de Etinofarmacologia

- BROTTO, M.L. ; VIEIRA, T. ; SANTOS, E. P. . Flórula do Morro dos Perdidos, Serra de Araçatuba, Paraná, Brasil: Aquifoliaceae. In: 58 Congresso Nacional de Botânica, 2007, São Paulo. 58 Congresso Nacional de Botânica, 2007.

En 58.º Congresso Nacional de Botânica, São Paulo. 2007
- SILVA, R. R. ; CERVI, A.C. ; SANTOS, Elide P. Flórula do Morro dos Perdidos, Serra de Araçatuba, Guaratuba, Paraná, Brasil: Ericaceae Juss.
- BROTTO, M.L. ; SANTOS, Elide P. A família Lauraceae no Morro dos Perdidos, Serra de Araçatuba (Floresta Atlântica), Paraná, Brasil

- DORNELES, R.C. ; SANTOS, Elide P. 2006. O gênero Vriesea Lindl. (Bromeliaceae) no Morro dos Perdidos, Serra de Araçatuba (Floresta Atlântica), Paraná, Brasil. In: 14 EVINCI - Evento de Iniciação Científica da UFPR, Curitiba. 14 EVINCI - Curitiba: Imprensa Universitária da UFPR, p. 147
- ANDRADE, A.L.P. ; SANTOS, Elide P. ; CARMO, M.R.B. 2006. A subfamília Faboideae (Fabaceae Lindl.) no Parque Estadual do Guartelá, Município de Tibagi, Paraná. In: 57.º Congresso Nacional de Botânica, Gramado. Brasília - DF: Sociedade Botânica do Brasil
- SALVADOR, G.S. ; SANTOS, Elide P. ; CERVI, A.C. 2005. A família Ochnaceae no Estado do Paraná, Brasil. In: 56 Congresso Nacional de Botânica, Curitiba, PR

- SANTOS, Elide P.; PATON, A. ; SAVOLAINEN, V. 2005. Phylogeny and evolution on Salvia subgenus Calosphace (Lamiaceae): a Brazilian view. In: XVII International Botanical Congress, Austria, p. 362

## Membresías
- Sociedad Botánica de Brasil[7]

## Revisora de revistas
- 2006 - actual. Periódico: Acta Amazónica
- 2005 - actual. Periódico: Kew Bulletin
- 2004 - actual. Periódico: Acta Botanica Brasilica
- 2011 - actual. Periódico: Revista Brasileira de Farmacognosia (impreso)

## Premios
- 2006: 14º Evento de Iniciação Científica da Universidade Federal do Paraná - Primer lugar (orientadora) - Sesión de Botánica, Universidade Federal do Paraná, CNPQ/UFPR
- 2002: 10º Evento de Iniciação Científica da Universidade Federal do Paraná - Tercer lugar (orientadora) - Sesión de Botánica, Universidade Federal do Paraná, CNPq/UFPR